# Вињета (Милано)
Вињета је насеље у Италији у округу Милано, региону Ломбардија.
Према процени из 2011. у насељу је живело 36 становника. Насеље се налази на надморској висини од 146 м.